# Altenloh, Brinck & Co
Die Unternehmensgruppe Altenloh, Brinck & Co (ABC) mit Hauptsitz im Ennepetaler Stadtteil Milspe ist die älteste Schraubenfabrik Deutschlands. ABC ist weltbekannt für die von ihr entwickelte Spax-Schraube. Die Gesellschaften der Unternehmensgruppe sind Hersteller im Bereich Verbindungs- und Kunststofftechnik und produzieren weltweit etwa 50 Millionen Schrauben am Tag.

## Geschichte
Das Unternehmen wurde 1823 von Theodor und Daniel Altenloh, Wilhelm Brinck, Franz Arnold Riecke und Johann Christoph Wellershaus in Milspe, Westfalen, im Königreich Preußen als eine der ersten deutschen Schraubenfabriken gegründet. Der Betrieb wurde 1825 mit drei Arbeitern aufgenommen.  Ab 1829 exportierte man in andere Länder. 1844 war die Belegschaft auf 100 Mitarbeiter angewachsen, die meisten Kinder und Jugendliche zwischen 12 und 16 Jahren. Zur sozialen Absicherung seiner Mitarbeiter gründete ABC 1856 als eines der ersten deutschen Unternehmen eine Betriebskrankenkasse, 1868 folgte eine Unterstützungskasse bei Unfall oder Tod.
1857 wurde eine erste Dampfmaschine installiert, die für eine von der Wasserkraft unabhängige Energieversorgung sorgte. 1866/67 begann mit den ersten Holzschraubenvollautomaten die eigentliche industrielle Massenfertigung. Zur weiteren Mechanisierung wurden seit 1884 selbst entwickelte Pack- und Zählautomaten eingesetzt. 1897 wurde das gebogene ABC-Dreieck als Warenzeichen registriert, nachdem der Begriff „A-B-C-Schrauben“ bereits seit 1867 als Bezeichnung Verwendung fand.
1912/13 wurde ein Zweigwerk in Gevelsberg (Werk II) errichtet; ab 1915 startete man dort mit der Produktion von kaltumgeformten Holz- und Maschinenschrauben. Hier wurde erstmals auch das spanlose Verfahren des Gewindewalzens eingesetzt. 1923 wurde das Werk um eine Schmiede zur Herstellung von rohen Schrauben und Muttern im Warmverfahren ergänzt. Von der Rüstungspolitik des NS-Regimes in den 1930er Jahren und der anschließenden Kriegswirtschaft im Zweiten Weltkrieg profitierte ABC als kriegswichtiger Betrieb. Um die Produktion aufrechtzuerhalten, waren ab 1940 auch Zwangsarbeiterinnen beschäftigt.
Mit der Einführung der Universalschraube Spax im Jahre 1967 revolutionierte die Firma den Befestigungsmittelmarkt. 1973 wurde für die Fensterbauindustrie die Fensterbauschraube FEX entwickelt.
1978 begann erstmals die Produktion von Schrauben für die Automobilindustrie, aus der mit der ABC Umformtechnik später eine eigenständige Gesellschaft innerhalb der Gruppe hervorging. Das Unternehmen ist Zulieferer für alle großen europäischen Automobilhersteller und wurde 2021 mehrheitlich an die chinesische Fawer Automotive Parts veräußert. 1991 übernahm ABC den Hausgeräte- und Automobilzulieferer AZ Ausrüstung und Zubehör. Er wurde 2017 an die Vollmann-Gruppe verkauft.
In den 1980er und 1990er Jahren hatte ABC durch den Aufbau von Vertriebsgesellschaften, zuerst in Spanien, später auch in  Frankreich, Polen, England, Türkei und den USA ihre internationale Marktpräsenz vorangetrieben.
2003 wurden die beiden Geschäftsbereiche ABC Verbindungstechnik (ab 2008 Spax International) und ABC Umformtechnik in zwei getrennte Gesellschaften umgewandelt und unter das Dach der Altenloh, Brinck & Co-Gruppe gebracht, die seitdem als Holding fungiert. Zur Stärkung des Bereichs Automotive akquirierte ABC 2005 und 2006 zwei Firmen in Frankreich: ADL Construction Mecanique in Lagny-sur-Marne und Société des Forges de Froncles SFF in Froncles.
2006 wurde das US-amerikanische Unternehmen Trufast, ein Hersteller von Dachbefestigungselementen, erworben. Im Jahr 2010 wurden die separaten Geschäftseinheiten von Trufast und ABC US zu Altenloh, Brinck & Co. US, Inc. mit Hauptsitz in Bryan, Ohio, zusammengeführt. 2017 erfolgte die Akquisition des Verbindungsherstellers Rodenhouse (heute Trufast Walls) in Grand Rapids, Michigan.
2010 übernahm ABC die Mehrheitsanteile an den SABEU-Kunststoffwerken in Northeim, einem Spezialisten für Spritzgusskomponenten und Kunststoffmembranen in der Verpackungs- und Medizintechnik.
2017 übernahm ABC das Unternehmen Rodenhouse Inc., das sich auf Verbindungselemente für Fassaden und Wände spezialisiert hat und heute unter dem Namen Trufast Walls bekannt ist.
2023 feierte das Unternehmen sein 200-jähriges Jubiläum.

## Unternehmensstruktur

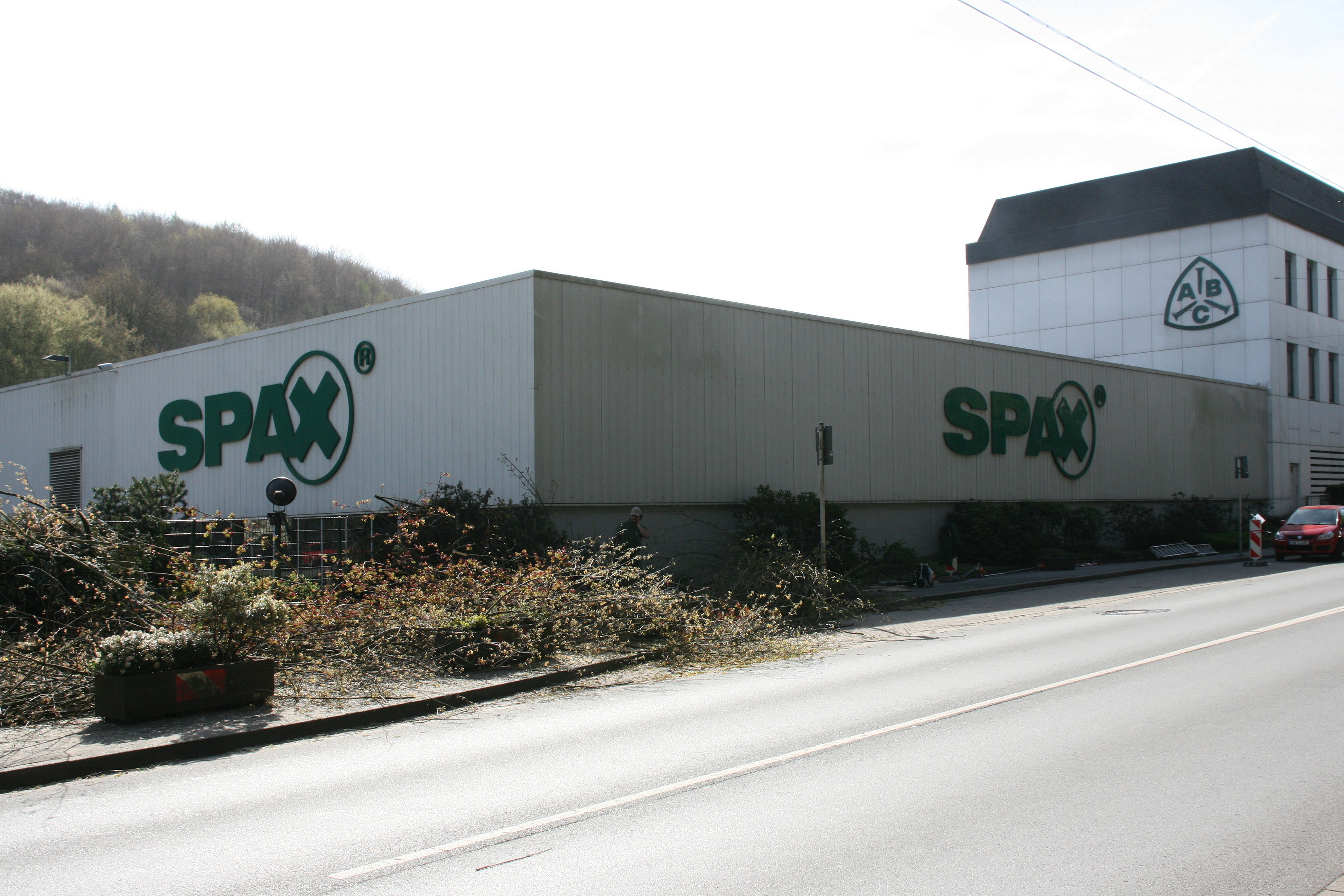
Stammwerk in Ennepetal-Milspe

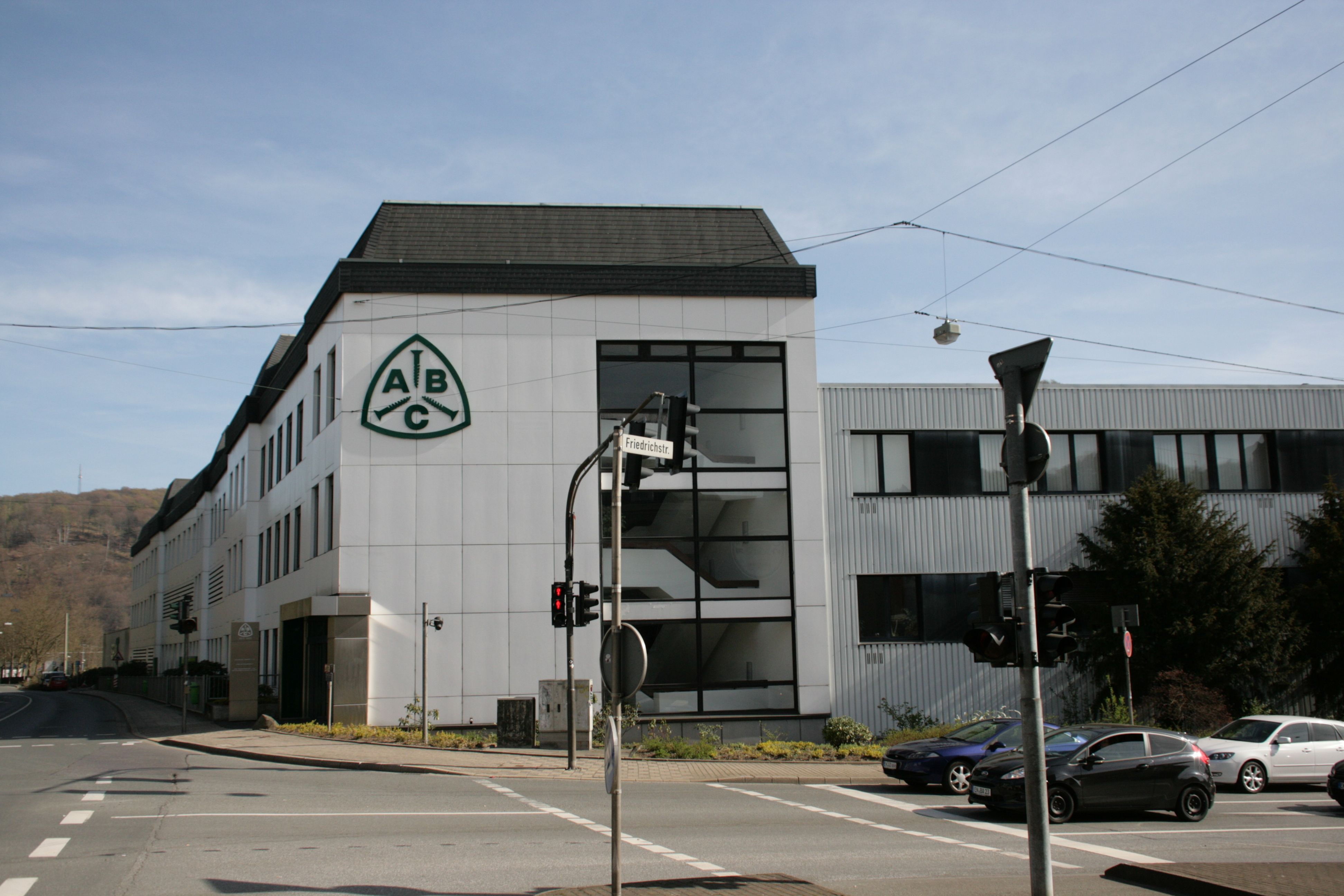
Verwaltungsgebäude in Milspe

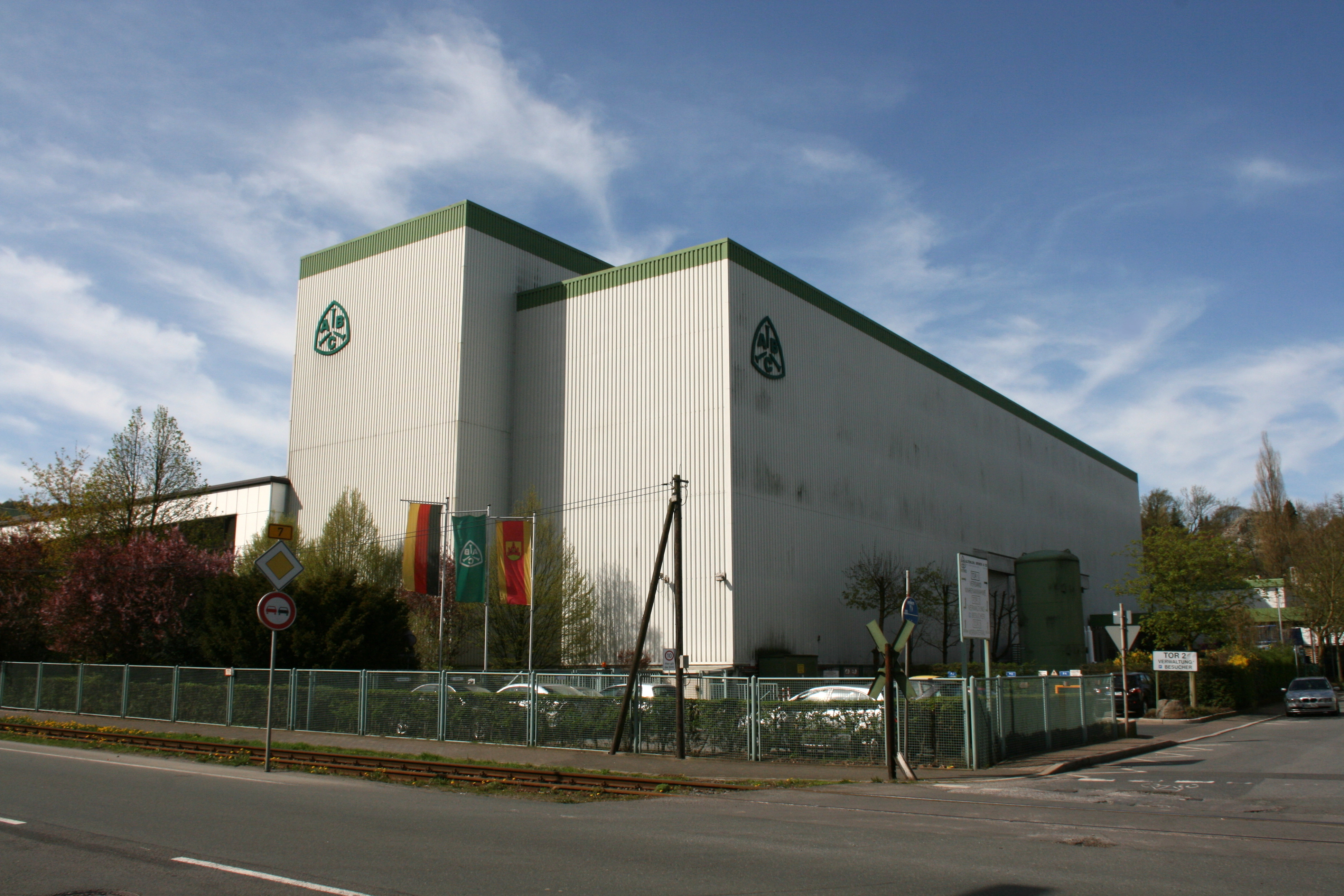
ABC-Werk in Gevelsberg

Die Unternehmensgruppe Altenloh, Brinck & Co besteht heute aus den Teilgesellschaften:
- SPAX International GmbH & Co. KG, Ennepetal und Gevelsberg
- ALTENLOH, BRINCK & CO U.S., Inc., Bryan und Pioneer, Ohio; Grand Rapids, Michigan, USA
- SABEU GmbH & Co. KG, Northeim und Radeberg
- Société des Forges de Froncles S.A., Froncles, Frankreich

sowie den ausländischen Vertriebsgesellschaften:
- Spax Spanien in Madrid
- Spax Frankreich in Saint-Thibault-des-Vignes
- Spax Polen in Wieliczka bei Krakau
- Spax UK in Wolverhampton
- Spax Pacific für Australien und Neuseeland in Cairns North
- Spax Schweden in Kumla

## Gesellschaftliches Engagement
ABC unterstützt eine Reihe von Initiativen und Vereinen vor allem auf lokaler und regionaler Ebene, unter anderem über die Geschwister-Altenloh-Stiftung. Die Gruppe fördert die Konzertgesellschaft Gevelsberg und ist seit 2006 offizieller Förderer der bundesweiten Standortwerbeinitiative „Deutschland – Land der Ideen“.